# ブロードウェイ特急

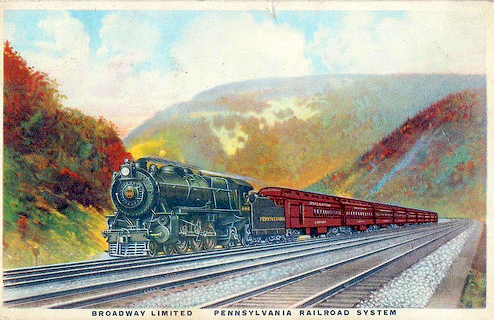
1931年頃のブロードウェイ特急

ブロードウェイ特急(Broadway Limited)は、ペンシルバニア鉄道（Pennsylvania Railroad、略称PRR）がニューヨーク - シカゴ間で運行した旅客列車である。

## 概要
1902年に「ペンシルバニア・スペシャル」（Pennsylvania Special）として運行を開始し、ニューヨーク・ワシントンD.C.とシカゴの間を結んだ。1912年に「ブロードウェイ特急」（Broadway Limited）に改称された。「ブロードウェイ」の由来はマンハッタンの通りのブロードウェイではなく、PRRの本線の複々線区間が「broad way（広い道）」と通称されており、その区間を通ることによる命名である。
ニューヨークとシカゴの間を結ぶ列車としては、ニューヨーク・セントラル鉄道（NYC）の「20世紀特急」と競合関係にあり、同列車との間でサービス競争が展開されていた。20世紀特急はハドソン川と五大湖に沿った平坦な線区を走るが、ブロードウェイ特急はアパラチア山脈を越える山岳線区を走行した。
1938年、客車が従来の重鋼製客車から軽量客車に更新された。軽量客車のデザインは、電気機関車のGG1形と同じくレイモンド・ローウィによるものである。ローウィのデザインは蒸気機関車でもK4形の流線形化改造車やS1形で採用され、ブロードウェイ特急の牽引機に使用された。
ニューヨークのペンシルベニア駅からハリスバーグまでは電気機関車のGG1形が、その他の区間では蒸気機関車がそれぞれ牽引した。
1971年のアムトラック (Amtrak) 発足後も同社が運行を継続したが、旅客需要の減少により1995年に運行停止となった。

## 年表
- 1902年: ペンシルバニア・スペシャル(Pennsylvania Special)運行開始。
- 1912年: ブロードウェイ特急(Broadway Limited)に改称。
- 1938年: 重鋼製車両を軽量の流線形車両に更新。
- 1971年: 全米鉄道旅客輸送公社・アムトラック (Amtrak) の発足により、同社が運行を継続。
- 1995年: 運行停止。

## 編成例
1953年5月23日の編成（ニューヨーク発シカゴ行き・ハリスバーグ到着時）。
| 使用車両 | 車両愛称・形式   | 車種                                                                      |
| -------- | ---------------- | ------------------------------------------------------------------------- |
| PRR4905  | GG1電気機関車    | 電気機関車                                                                |
| PRR6518  |                  | ポスタル・カー（郵便車）                                                  |
| ATSF     | NANKOWEAP        | 寝台車（4ダブルベッドルーム・4コンパートメント・2デュリューイングルーム） |
| PRR8088  | CASCADE HOLLON   | 寝台車（10ルーメット・5ダブルベッドルーム）                               |
| PRR8297  | ZANESSVILLE INN  | 寝台車（21ルーメット）                                                    |
| PRR8363  | CENTER CREEK     | 寝台車（12デュープレックスシングルルーム・4ダブルベッドルーム）           |
| PRR8369  | CHIPPEWA CREEK   | 寝台車（12デュープレックスシングルルーム・4ダブルベッドルーム）           |
| PRR8311  | KASKASKIA RAPIDS | 寝台車（10ルーメット・6ダブルベッドルーム）                               |
| PRR8428  | KASKASKIA RAPIDS | 寝台（3ダブルベッドルーム）・ビュフェラウンジ車                           |
| PRR4618  |                  | ダイニング                                                                |
| PRR4619  |                  | キッチン・ドミトリー車（従業員車）                                        |
| PRR8389  | IMPERIAL FIELDS  | 寝台車（4ダブルベッドルーム・4コンパートメント・2デュリューイングルーム） |
| PRR8310  | KANKAKEE RAPIDS  | 寝台車（10ルーメット・6ダブルベッドルーム）                               |
| PRR8300  | CATAWISSA RAPIDS | 寝台車（10ルーメット・6ダブルベッドルーム）                               |
| PRR8389  | IMPERIAL BENCH   | 寝台車（4ダブルベッドルーム・4コンパートメント・2デュリューイングルーム） |
| PRR8391  | IMPERIAL LEA     | 寝台車（4ダブルベッドルーム・4コンパートメント・2デュリューイングルーム） |
| PRR8419  | MOUTAIN VIEW     | 寝台（2マスタールーム・1ダブルベッドルーム）・ビュフェ・ラウンジ展望車    |

## その他のPRRの主要列車
- スピリット・オブ・セントルイス （ニューヨーク - セントルイス） 全車プルマン寝台
- マンハッタン特急 （ニューヨーク - シカゴ）
- クリーブランダー （ニューヨーク - クリーブランド）
- シンシナティ特急 （ニューヨーク - シンシナティ）
- ペンシルバニア特急 （ニューヨーク - シカゴ）
- ジェネラル （ニューヨーク - シカゴ）
- リバティー特急 （ワシントン - シカゴ）
- アメリカン （ニューヨーク - セントルイス）
- レッド・アロー （ニューヨーク - デトロイト）
- アドミラル （ニューヨーク - シカゴ）
- トレイル・ブレーザー （ニューヨーク - シカゴ） 全車座席列車
- ゴールデン・アロー （ニューヨーク - シカゴ）
- エジソン （ニューヨーク - ワシントン） 全車プルマン寝台
- スピーカー、レジスレーター、ジュディシャリ、ポトマック、レプリゼンタティブ、エグゼクティブ、リージョン、アーリントン、マウント・ヴァーノン、コンスティテューション、コングレッショナル、アンバシー （ニューヨーク - ワシントン） 昼行座席列車、パーラーカー連結
- パトリオット、コロニアル、セネター （ボストン - ワシントン） 昼行座席列車、パーラーカー連結
- フェデラル （ボストン - ワシントン）